# Пичахчи, Илья Яковлевич
Пичахчи Илья Яковлевич (19.07.1876, Мариуполь, Екатеринославская губерния, Российская империя — 1930, Тоскана, Италия) — лидер греческого национального движения в 1917—1918. Участник гражданской войны, воевал против большевиков в рядах вооруженных сил Юга России до 1920 года.

## Биография
Илья родился в урумской семье купца Якова Антоновича Пичахчи в городе Мариуполе. Получил высшее образование, работал юристом в Мариуполе, проживал в родовом имении, так называемой «Белой даче». Был женат на Анджелине Иосифовне де-Мартино, в семье было трое детей: Маруся, Людмила, Володя.
После Февральской революции 1917 года принимал активное участие в политической и культурной жизни греков Мариупольского уезда, придерживался либеральных взглядов. 10 ноября 1917 года в Мариуполе прошел съезд делегатов греческих общин уезда, на нём же был создан Мариупольский союз греческого народа, который возглавил Илья.
2 декабря 1917 года состоялось заседание съезда представителей греческого народа Мариуполя и Мариупольского уезда. На повестке дня был и вопрос о выяснении отношения греческого населения Мариуполя и Мариупольского уезда к Украине и Украинской Центральной Раде.
В своем докладе председатель Совета Мариупольского союза греческого народа Илья Пичахчи отметил:
Одним из крупнейших политических принципов, провозглашенных великой русской революцией, для нас инородцев … представляется принцип раскрепощения и дальнейшего самоопределения всех народностей России.
Этот драгоценный для нас принцип означает право на национальную самобытность, право каждой народности на устройство своей жизни именно так, как ей кажется лучше и целесообразнее согласно своим национальным идеалам и особенностям. Но для практического осуществления права на национальное самоопределение неизбежно необходимо соответствующее объединение каждой ещё не забыла себя народности в национальный союз. Без такого объединения не выполнимы ни автономия отдельных, особенно малочисленных народностей, ни вообще разрешение национальных задач в желаемом направлении.

…Не осталось глухим к идее национального самоопределения и Мариупольское греческое население. Давно об этом мечтали местные патриоты, но практически осуществление этой идеи началось только недавно. Ускорил национальное объединение и третий Универсал Украинской Центральной Рады, провозгласивший не только включение в украинскую территорию четырёх новых губерний из Екатеринославской в том числе, но и национально-персональную автономию народностей, проживающих в Украине.
В Протоколе заседания съезда отмечалось: Сравнивая двух соседей Мариупольского уезда — Украина, с одной стороны, и Юго-Восточный Казачий Союз, с другой, Пичахчи приходит к заключению, что выгоды от присоединения к Украине для греческого народа неизмеримо больше, чем от присоединения к Юго-Восточному Казачьему Союзу:
Принимая во внимание, что в составе украинского населения есть многочисленная, в несколько миллионов, группа таких иноверцев, как евреи, которые в течение своей шеститысячной истории показали способность успешно бороться за национальную самобытность, следует признать, что на Украине у греческого народа будет надежный союзник в деле отстаивания национального самоопределения и защиты провозглашенных прав маленьких народностей. Кроме того, на Украине есть целый ряд таких промышленностей, которые делают Украину самой богатой и промышленно развитой страной.
И Я. Пичахчи предложил съезду, по примеру Мариупольского городского союза греческого народа, признать Украинскую Центральную Раду высшей краевой властью при условии подтверждения ею национальной автономии греческого народа Мариуполя и Мариупольского уезда.
Во главе союза Илья был до начала 1918 года, после чего скрывался от большевиков которые объявили его врагом народа.
После Мариупольского восстания, и занятия города частями Австро-венгерской армии Илья вступил в добровольческую часть Юга России, в рядах Добровольческой армии он находился до осени 1920 года когда эвакуировался из Севастополя на корабле «Лазарев».
Получив паспорт на фамилию Кальтелини (Coltellini), вместе с сыном Владимиром эмигрировал в Францию.